# Aéroport international de Bergame-Orio al Serio (Le Caravage)
L'aéroport international Le Caravage de Bergame-Orio al Serio, dit aéroport international de Milan Bergame (en italien : Aeroporto di Bergamo-Orio al Serio ou Aeroporto Internazionale Il Caravaggio ; code IATA : BGY • code OACI : LIME), est un aéroport italien situé à Orio al Serio à 5 km de la ville de Bergame, à environ 45 km au nord-est de Milan en Italie du Nord.
Il est principalement utilisé par les compagnies aériennes à bas prix pour la desserte de Milan et sa région. En 2019, plus de 13,8 millions de passagers y ont transité au départ et à l'arrivée, ce qui fait de l'aéroport le plus important d'Italie pour le trafic aérien low cost.
Avec l'aéroport de Milan Malpensa et celui de Linate, il forme le groupe aéroportuaire desservant le bassin d'habitation de Milan.

## Situation

### Carte des aéroports en Italie
| \| 100 km1:7 506 000 \| Abruzzes Alghero Ancône Bari Bergame Bologne Bolzano Brescia Brindisi Cagliari Catane Comiso Grosseto Coni Elbe Florence Foggia Gênes Lamezia Terme Lampedusa Milan L. Milan M. Naples Olbia Palerme Pantelleria Parme Pérouse Pise Reggio de Calabre Rimini Rome C. Rome F. Salerne Trapani Trévise Trieste Turin Venise Vérone |
| 100 km1:7 506 000 |

## Statistiques
Le graphique qui aurait dû être présenté ici ne peut pas être affiché car il utilise l'ancienne extension Graph, désactivée pour des questions de sécurité. Des indications pour créer un nouveau graphique avec la nouvelle extension Chart sont disponibles ici.

Voir la requête brute et les sources sur Wikidata.

### Zoom sur l'impact du Covid de 2019-2020
Le graphique qui aurait dû être présenté ici ne peut pas être affiché car il utilise l'ancienne extension Graph, désactivée pour des questions de sécurité. Des indications pour créer un nouveau graphique avec la nouvelle extension Chart sont disponibles ici.

Voir la requête brute et les sources sur Wikidata.

## Compagnies aérienneset destinations

Pays desservis par des vols de l'aéroport Il Caravaggio (comprend destinations saisonnières).

### Passagers
| Compagnies                  | Destinations |
| --------------------------- | --- |
| AeroItalia                  | - Barcelone-El Prat, - Brindisi Papola/Casale, - Bucarest-H. Coandă, - Larnaca, - Londres-Heathrow, - Lublin, - Malaga-Costa del Sol, - Olbia-Costa Smeralda, - Pérouse-Sant'Egidio, - Rome Léonard-de-Vinci/Fiumicino, - Tel Aviv - Ben Gourion, - Tirana-Mère-Teresa, - Valence En saison : - Alghero-Fertilia, - Bacău-Georges-Enesco, - Catane-Fontanarossa, - Corfou-I. Kapodístrias, - Karpathos, - Céphalonie, - Héraklion-N. Kazantzákis, - Ibiza, - Lamezia Terme, - Lampédouse, - Mykonos, - Reggio de Calabre, - Santorin, - Zante D.-Solomós |
| Air Arabia                  | Charjah |
| Air Arabia Egypt            | Borg El Arab, Charm el-Cheikh, Le Caire |
| Air Arabia Maroc            | Casablanca-Mohammed-V |
| Air Nostrum                 | En saison charter : Palma de Majorque |
| AlbaStar                    | En saison : - Alghero-Fertilia, - Brindisi Papola/Casale, - Cagliari, - Catane-Fontanarossa, - Crotone, - Dakar-B. Diagne, - Fuerteventura, - Lamezia Terme, - Lampédouse, - Tarbes-Lourdes-Pyrénées, - Olbia-Costa Smeralda, - Porto Santo, - Sal-A. Cabral En saison charter : Charm el-Cheikh, Marsa Alam, Zante D.-Solomós |
| Albawings                   | Tirana-Mère-Teresa |
| AlMasria Universal Airlines | En saison : Le Caire |
| AnadoluJet                  | En saison : Istanbul-S. Gökçen |
| Arkia                       | En saison : Tel Aviv - Ben Gourion |
| easyJet                     | Amsterdam, Lisbonne-H. Delgado, Londres-Gatwick, Paris-Charles de Gaulle En saison : Olbia-Costa Smeralda |
| Eurowings                   | Düsseldorf |
| flydubai                    | Dubaï |
| HiSky                       | Chișinău |
| Neos                        | En saison : - Cagliari, - Catane-Fontanarossa, - Charm el-Cheikh, - Héraklion-N. Kazantzákis, - Ibiza, - Karpathos, - Marsa Alam, - Minorque-Mahón, - Mykonos , - Rhodes-Diagoras |
| Norwegian Air Shuttle       | En saison : Bergen, Oslo-Gardermoen, Tromsø |
| Pegasus Airlines            | Istanbul-S. Gökçen |
| Ryanair                     | - Abruzzes, - Agadir-Al Massira, - Alghero-Fertilia, - Alicante-Elche, - Athènes E.-Venizélos, - Banja Luka, - Barcelone-El Prat, - Bari-Karol Wojtyła, - Belfast, - Berlin-Brandebourg, - Billund, - Birmingham, - Bratislava-M. R. Štefánik, - Brindisi Papola/Casale, - Bristol, - Brno-Tuřany, - Bucarest-H. Coandă, - Budapest-Ferenc Liszt, - Cagliari, - Catane-Fontanarossa, - Charleroi Bruxelles-Sud, - Cluj-Napoca, - Cologne/Bonn-K. Adenauer, - Comiso, - Copenhague-Kastrup, - Cork, - Crotone, - Dublin, - East Midlands, - Édimbourg, - Eindhoven, - Faro, - Fès-Saïss, - Fuerteventura, - Gdańsk-L. Wałęsa, - Göteborg, - Francfort-Hahn, - Hambourg-H.-Schmidt, - Helsinki-Vantaa, - Iași, - Katowice-Pyrzowice, - Knock-Irlande Ouest, - Cracovie-Jean-Paul II, - Lamezia Terme, - Lanzarote-Arrecife, - Lappeenranta, - Las Palmas/Gran Canaria, - Lisbonne-H. Delgado, - Liverpool-J.-Lennon, - Londres-Stansted, - Tarbes-Lourdes-Pyrénées, - Lublin, - Luxembourg-Findel, - Madère-C. Ronaldo, - Madrid-Barajas, - Malaga-Costa del Sol, - Malte, - Manchester, - Marrakech-Ménara, - Marseille-Provence, - Naples-Capodichino, - Newcastle, - Niš Constantin-le-Grand, - Palerme Falcone-Borsellino, - Palma de Majorque, - Paphos, - Paris-Beauvais, - Porto-F. Sá-Carneiro, - Poznań (Posnanie)-H. Wieniawski, - Prague-Václav-Havel, - Riga, - Sandefjord-Torp, - Santander-S. Ballesteros, - Saint-Jacques-de-Compostelle, - Saragosse, - Séville-San Pablo, - Sofia-Vrajdebna, - Stockholm-Arlanda, - Tallinn, - Tanger, - Tel Aviv - Ben Gourion, - Ténériffe-Sud Reine Sofia, - Thessalonique-Makedonía, - Toulouse-Blagnac, - Trapani-V. Florio (Birgi), - Valence, - Varsovie-Modlin (Mazovie), - Vienne-Schwechat, - Vilnius, - Vitoria-Gasteiz, - Wrocław-N. Copernic, - Zagreb-Pleso En saison : - Biarritz-Pays Basque, - Corfou-I. Kapodístrias, - Héraklion-N. Kazantzákis, - Ibiza, - Kalamata, - Karlsruhe/Baden-Baden, - Céphalonie, - Kos, - La Canée I.-Daskaloyánnis, - Łódź-W. Reymont, - Prévéza-Aktion, - Rijeka, - Rhodes-Diagoras, - Santorin, - Weeze, - Zadar, - Zante D.-Solomós |
| SpiceJet                    | En saison : Amritsar-Guru-Ram-Das |
| Transavia                   | En saison : Rotterdam-La Haye |
| Volotea                     | En saison : - Lampédouse, - Lyon-Saint-Exupéry, - Nantes-Atlantique, - Olbia-Costa Smeralda, - Oviédo-Asturies - Pantelleria |
| Vueling                     | Paris-Orly |
| Wizz Air                    | - Bacău-Georges-Enesco, - Belgrade-Nikola-Tesla, - Bucarest-H. Coandă, - Chișinău, - Cluj-Napoca, - Craiova, - Gdańsk-L. Wałęsa, - Iași, - Sofia-Vrajdebna, - Suceava, - Timişoara-T. Vuia, - Tirana-Mère-Teresa, - Varsovie-Chopin |

Édité le 18/05/2019. Actualisé le 12/01/2023.

### Cargo
| Compagnies                               | Destinations |
| ---------------------------------------- | --- |
| DHL Aviation                             | Belgrade, Bologne, Bucarest, Budapest, Cologne/Bonn, Genève, Ljubljana                                                          |
| DHL Aviation opéré par EAT Leipzig       | Athènes, Brussels, Budapest, Châlons Vatry, East Midlands, Leipzig/Halle, Paris-Charles de Gaulle, Tel Aviv-Ben Gurion, Trévise |
| DHL Aviation opéré par Swiftair          | Ancône, Vitoria, East Midlands                                                                                                  |
| UPS Airlines opéré par Star Air (Maersk) | Bologne, Cologne/Bonn, Pescara                                                                                                  |

## Transport

### Bus
Un service de bus Terravision permet de se rendre directement de la station centrale de Milan à l'aéroport. Il existe également deux compagnies concurrentes locales : Autostradale et Orioshuttle.

### Train
L'aéroport est desservi par la gare de Bergame, puis le bus ATB pour l'aéroport en seulement 10 minutes.